# 塩田えみ
塩田 えみ（しおた えみ、1971年7月15日 - ）は、近畿地方を拠点に活動している日本のタレント、ラジオパーソナリティ。MC企画に所属していた。

## 来歴
兵庫県出身。元神戸新聞社の記者で小説家の塩田武士は実弟である。
武庫川女子大学短期大学部卒業。後に立命館大学大学院に入り、社会学研究科を修了する。2010年代末期には、自らの出身校である武庫川女子大学の広報ラジオ番組を担当した。

## 出演
2018年以前の番組で脚注のないものは、MC企画所属当時のプロフィールからの参考。

### テレビ番組
- おはようびわこ（びわ湖放送）
- シネマチップス（毎日放送）
- おはよう天気です（ABCテレビ、1994年 - 1995年）
- ハロー神戸（サンテレビ）
- 甲子園タイガースリポーター（サンテレビ）
- サンデー11しが（びわ湖放送）
- らぶかん（サンテレビ）

### ラジオ番組
- 神戸アフタヌーンクラブ（ラジオ関西）
- CRぶっとびリクエスト（ラジオ関西）
- ラジオべんべけべん！（ラジオ関西、1994年 - 1995年）
- こちら、海の見える放送局 桂春蝶のバタフライエフェクト → バタフライエフェクト[4]（ラジオ関西、2012年4月 - 2019年3月）
- こちら、海の見える放送局 週明けクマチャンネル（ラジオ関西、2019年4月 - ）
- こちら、海の見える放送局 Playlist of Harborland（ラジオ関西、2019年4月 - ） - 月曜パーソナリティ
- 歌謡大全集（ABCラジオ）
- 東西南北 龍介がゆく（ABCラジオ） - 「塩田えみのおでかけチェック」担当[5]
- 全力投球!!妹尾和夫です（ABCラジオ、2003年10月 - 2005年3月） - 木曜リポーター
- 征平・吉弥の土曜も全開!!（ABCラジオ） - 「土曜も健康 パワー全開」担当
- with you（ABCラジオ → 朝日放送ラジオ、2018年1月 - 2021年9月） - 水曜深夜パーソナリティ
- 浦川泰幸の金曜はウラから失礼（朝日放送ラジオ、2019年4月 - 2020年10月）
- ウラのウラまで浦川です（朝日放送ラジオ、2020年10月 - ） - 木曜パートナー
- 桂きん枝の朝はまんまる（ラジオ大阪）
- 夕焼け横丁にしひがし（ラジオ大阪）
- 桂九雀のワイワイジャーナル（ラジオ大阪）
- 辛口トーク 一刀両断（ラジオ大阪）
- ラジオ○と□と△と（ラジオ大阪）
- 痛快トーク あなたの幸せ（ラジオ大阪）
- のぶりんの気分は青春 天気は○○です 90分（MBSラジオ、1996年4月 - 2003年9月）
- 小室豊充の日曜放談（MBSラジオ）[5]
- おはよう SUN SUN 原田伸郎（MBSラジオ、2003年10月 - 2005年4月） - 木曜・金曜パートナー
- ごめんやす馬場章夫のボラボラわーるど（MBSラジオ）
- 小泉ニロの「みんなの北海道」（MBSラジオ）
- 佐藤ミツアキの幸せ相談所（MBSラジオ）
- 武庫川女子大学ラジオ-MUKOJOラジオ-（FM OH! → FM大阪、2017年4月 - 2020年3月）
- Emi's Market（FM千里、2013年秋[6] - ）